# Styloniscus spinosus
Styloniscus spinosus is een pissebed uit de familie Styloniscidae. De wetenschappelijke naam van de soort is voor het eerst geldig gepubliceerd in 1907 door Patience.